# الحزب الليبرالي السنغالي
الحزب الليبرالي السنغالي (بالفرنسية: Parti libéral sénégalais) كان حزبًا سياسيًا في السنغال من 1998 إلى 2003، بقيادة عثمان نغوم.
ولد الحزب من خلال انشقاق عن الحزب الديمقراطي السنغالي. استقال نغوم من الحزب الديمقراطي في 11 يونيو 1998،  بعد إعادة ترتيب قيادة الحزب من قبل الأمين العام للحزب عبد الله واد في 5 يونيو وفقد نغوم منصبه كنائب زعيم الحزب وأصبح سكرتيرًا دائمًا بدلاً من ذلك. أعلن نغوم عن إنشاء الحزب الليبرالي في 18 يونيو.
في الانتخابات البرلمانية التي أجريت في 29 أبريل 2001، فاز الحزب بنسبة 0.9٪ من الأصوات الشعبية ومقعد واحد من أصل 120 مقعدًا؛ كان نغوم هو المرشح الوحيد من الحزب الذي فاز بمقعد حصل عليه من خلال التمثيل النسبي للقائمة الوطنية.
في عام 2003 اندمج الحزب مع الحزب الديمقراطي السنغالي.